# Kylie's Secret Night
Kylie's Secret Night  é um especial televisivo britânico de Natal com a artista australiana Kylie Minogue, produzido pela BBC Studios, e apresentado pelo comediante Alan Carr. O programa foi criado como uma forma de agradecimento de Minogue para seus fãs, filmado em frente a uma platéia que acreditava ter sido convidada para uma "extravagância de fãs com tema de Kylie", mas foram surpreendidos com uma noite com ela.
Kylie's Secret Night  foi ao ar no Channel 4, em 25 de dezembro de 2019, no Reino Unido. Também foi ao ar na TVNZ 1, em 26 de dezembro, na Nova Zelândia.

## Antecedentes
O programa contou com Carr entrevistando a cantora, além de performances, presentes, pegadinhas de câmera escondidas e brincadeiras. Parte do programa envolveu Minogue fazendo uma visita surpresa a um grupo de teatro musical composto por adultos com autismo e dificuldades de aprendizagem. Ela também compartilhou um táxi com os membros do público, com Carr lhe dando instruções através de um fone de ouvido escondido. Falando sobre o especial, Minogue disse:
| “ | Este foi um programa tão incrível. Me fez rir, me fez chorar. Foi como se o tempo tivesse parado e eu pude ouvir algumas histórias incríveis dos fãs, relembrar e realmente fazer um balanço da jornada em que estivemos juntos. Em suma, uma celebração maravilhosa, e um lembrete de que privilégio é poder me conectar com as pessoas ao longo do tempo e das fronteiras e me inspirar a fazer tudo de novo. | ” |

Kylie's Secret Night foi ao ar em 25 de dezembro de 2019 no Reino Unido, seguido pela estréia televisiva de sua turnê Golden Tour (2018-2019).

## Performances
1. "Can't Get You Out of My Head"
2. "Dancing"
3. "Hand on Your Heart" (versão de The Abbey Road Sessions)
4. "On a Night Like This"
5. "All the Lovers"